# Apostolska nunciatura v Čilu
Apostolska nunciatura v Čilu je diplomatsko prestavništvo (veleposlaništvo) Svetega sedeža v Čilu, ki ima sedež v Santiagu.
Trenutni apostolski nuncij je Ivo Scapolo.

## Seznam apostolskih nuncijev
- Enrico Sibilia (31. avgust 1908]] - april [[1914)
- Benedetto Aloisi Masella (20. november 1919–26. april 1927)
- Ettore Felici (6. november 1927–20. april 1938)
- Mario Zanin (21. marec 1947–7. februar 1953)
- Sebastiano Baggio (1. julij 1953–12. marec 1959)
- Opilio Rossi (25. marec 1959–25. september 1961)
- Gaetano Alibrandi (5. oktober 1961–9. december 1963)
- Egano Righi-Lambertini (9. december 1963–8. julij 1967)
- Carlo Martini (5. avgust 1967–6. julij 1970)
- Sotero Sanz Villalba (16. julij 1970–24. november 1977)
- Angelo Sodano (30. november 1977–23. maj 1988)
- Giulio Einaudi (23. september 1988–29. februar 1992)
- Piero Biggio (23. april 1992–27. februar 1999)
- Luigi Ventura (25. marec 1999–22. junij 2001)
- Aldo Cavalli (28. junij 2001–29. oktober 2007)
- Giuseppe Pinto (6. december 2007–10. maj 2011)
- Ivo Scapolo (15. julij 2011–danes)